# Astala confederata
Astala confederata är en fjärilsart som beskrevs av Augustus Radcliffe Grote och Robinson 1868. Astala confederata ingår i släktet Astala och familjen säckspinnare. Inga underarter finns listade i Catalogue of Life.